# Jean-Baptiste Picot de Chemeteau
Pour les articles homonymes, voir Picot.
Jean-Baptiste Picot, seigneur de Chemeteau, né le 2 novembre 1690 à Bayonvillers et décédé le 13 février 1768 à Bayonne, fut un maire de Bayonne et un receveur général des finances.

## Famille
Fils de Pierre Picot, commissaire ordinaire de la marine du roi, et de Catherine du Sault arrière-petite-fille de Charles du Sault avocat au parlement de Bayonne et commissaire du roi pour les travaux du nouveau Boucau, et fille de Jophre Jeoffroy du Sault (1606-1670), seigneur et trésorier de Bayonne.
La famille Picot de Chemeteau a été anoblie par charge en 1740 et s'est éteinte au XIXe siècle.

## Carrière
Entré dans l'armée à l'âge de 17 ans il sert comme mousquetaire. Il abandonne vite l'armée et est nommé au trésor du roi. Chargé de collecter l’impôt il est nommé maire de Bayonne. Il devient receveur général des finances en 1730. Il occupe tous ces postes officiels jusqu'à sa mort en 1768.

## Mariage et descendance
Il se marie le 22 janvier 1715 à Bayonne avec Marie Anne de Tastet, ensemble ils ont dix enfants dont :
- Arnaud Picot, seigneur de Chemeteau, lieutenant au régiment de la reine ;
- Léon Picot de Chemeteau, écuyer, mousquetaire du roi, seigneur de Chemeteau.